# Saint-Sébastien (Creuse)
Saint-Sébastien ist eine Gemeinde im Zentralmassiv in Frankreich. Sie gehört zur Region Nouvelle-Aquitaine, zum Département Creuse, zum Arrondissement Guéret und zum Kanton Dun-le-Palestel.

## Geografie
Saint-Sébastien grenzt im Westen an Mouhet, im Nordwesten an Parnac, im Norden an Éguzon-Chantôme, im Osten an Crozant, im Südosten an La Chapelle-Baloue, im Süden an Bazelat und im Südwesten an Azerables. 
Durch die Gemeindegemarkung fließt der Abloux.

## Bevölkerungsentwicklung
| Jahr      | 1962 | 1968 | 1975 | 1982 | 1990 | 1999 | 2008 | 2013 |
| --------- | ---- | ---- | ---- | ---- | ---- | ---- | ---- | ---- |
| Einwohner | 1134 | 1064 | 973  | 854  | 736  | 705  | 692  | 677  |

## Verkehr
Die Ortschaft hat einen Bahnhof an der Bahnstrecke Les Aubrais-Orléans–Montauban-Ville-Bourbon im Ortsteil Vaussujean. An diesem halten Züge des TER Nouvelle-Aquitaine Orléans - Limoges. Die frühere Bahnstrecke Saint-Sébastien–Guéret ist stillgelegt und abgebaut.